# Perzijska ciklama
Perzijska ciklama (lat. Cyclamen persicum) je vrsta biljke iz roda ciklama. 

## Rasprostranjenost i stanište
Živi na stjenovitim brežuljcima, te u grmovitim i šumovitim krajevima na nadmorskoj visini do 1200 metara. Nastanjena je u južnoj i središnjoj Turskoj do Izraela i Jordana. Također raste u Alžiru i Tunisu, te na grčkim otocima Rodosu, Karpatosu i Kreti.

## Opis
Listovi ove biljke su srcolikog oblika, obično su dugi oko 14 centimetara. Zelene su boje, te imaju svjetlije mrlje na gornjoj površini. Cvjetovi rastu od zime do proljeća, osim jedne populacije blizu Jerihona, koja cvjeta u jesen. Svaki cvijet ima pet malih lapova i pet latica dugih 20-37 milimetara, širokih 10-18 milimetara. Obično su bijele do blijedoružičaste boje, a u donjem dijelu svake latice nalazi se mala tamnoružičasta mrlja. 

## Vanjske poveznice
- (hrv.) Moj Cvijet (Lela Zadražil): Sobna ciklama (Cyclamen persicum)  Arhivirana inačica izvorne stranice od 10. siječnja 2012. (Wayback Machine)

Ostali projekti
|  | Zajednički poslužitelj ima još gradiva o temi Perzijska ciklama |
|  | Wikivrste imaju podatke o taksonu Perzijska ciklama             |